# Eric Kandel
Eric Richard Kandel es un científico estadounidense, nacido en Viena (Austria) el 7 de noviembre de 1929. Se ha destacado como especialista en neurociencia y neurofisiología, recibiendo como reconocimiento a su labor un Premio Nobel en el año 2000 debido a sus estudios científicos de la Aplysia, una especie de caracol marino que tiene mecanismos neuronales que funcionan de manera parecida a los de los seres humanos.

## Orígenes y formación
Nacido en una familia de origen judío, su padre decidió emigrar a Estados Unidos con toda la familia tras el Anschluss, la ocupación de Austria por el Tercer Reich, y las primeras medidas antisemitas adoptadas.
En sus primeros tiempos en Estados Unidos se sintió atraído por la Historia, y obtuvo su primer título en la Universidad Harvard con una disertación sobre La actitud ante el nacional socialismo en tres escritores alemanes: Carl Auckmayer, Hans Carossa y Ernst Jünger. Bajo la influencia de una compañera de estudios y de los padres de ella -ambos psicoanalistas-, Kandel se interesó por la biología de la motivación y por los procesos conscientes e inconscientes de la memoria.
Eric se doctoró en Medicina en la Universidad de Nueva York y su formación posterior se repartió entre la Neurofisiología y la Psiquiatría en Massachusetts, Universidad Harvard y París. En 1965 fue nombrado director del Centro de Neurobiología de la Universidad Columbia, en cuyo laboratorio concentra su actividad investigadora sobre neurotransmisores.

## Premio Nobel
Se le otorgó el Premio Nobel de Fisiología o Medicina en el año 2000, junto a Arvid Carlsson y Paul Greengard.

## Aportes científicos
Mientras que la elasticidad implica un cambio momentáneo con un retorno a la forma original, luego de la interrupción de la causa que lo produjo, la plasticidad implica la permanencia del cambio luego de la interrupción de la causa. De ahí que la plasticidad neuronal implica la existencia de una causa (aprendizaje) que produce un cambio, mientras que el cambio tiende a perdurar en el tiempo (memoria). Los trabajos científicos de Eric Kandel están vinculados principalmente al estudio de los procesos de aprendizaje y memoria. Se expone algunos de ellos.

## Tres tipos de aprendizaje implícito
La habituación a un estímulo, la sensibilización al mismo y el condicionamiento clásico se pueden estudiar tanto en animales como en células nerviosas aisladas.[cita requerida]
En las experiencias realizadas por Kandel, dispone de dos tipos de estímulo para aplicar a un animal. Se trata de un sonido (inocuo) y de una descarga de tipo eléctrico (nociva), mientras que, para el caso de la neurona, denomina S1 al estímulo (inocuo) aplicado y S2 al estímulo (nocivo) aplicado a la misma.[cita requerida]
El objetivo es observar cómo reaccionan la neurona y el animal ante una secuencia de estímulos (en este caso, se ejemplifica con el caso de la neurona):
Habituación: Cuando a la neurona se aplica la secuencia reiterada de un estímulo inocuo (S1, S1, S1), tanto el animal como la célula dejan de responder a dicho estímulo.
Sensibilización: Si se aplica una secuencia (S1, S2, S1), luego de un estímulo nocivo (S2, en este caso), el animal y la célula sensibilizados responden con algo más de vigor a todos los estímulos, incluso a los inocuos (por ejemplo, S1).
Condicionamiento clásico: Si se aplica una secuencia (S1, S1S2, S1), es decir, cuando se acompaña reiteradamente un estímulo nocivo con otro estímulo inocuo específico (por ejemplo, S1S2), el animal y la célula responden al estímulo inocuo siguiente con la misma intensidad con que responderían a él si fuera nocivo.

## Algunos principios del aprendizaje y la memoria
Kandel relaciona algunos de sus hallazgos con las ideas básicas acerca del conocimiento propuestas por el empirismo y por el racionalismo durante el siglo XVII. Así, mientras John Locke sostenía que no había conocimiento innato y que todo se debía al aprendizaje, Immanuel Kant sostenía que nacemos con ciertos esquemas innatos.
La realidad les da la razón en parte a los dos. La anatomía del circuito neural es un ejemplo sencillo del conocimiento a priori kantiano, mientras que las modificaciones de la firmeza de conexiones particulares dentro de ese circuito reflejan la influencia de la experiencia.
Entre los principios descubiertos por Kandel y colaboradores, están los siguientes:
1) Las modificaciones de la fuerza sináptica subyacentes al aprendizaje de un comportamiento pueden ser suficientes para reconfigurar una red neural y su capacidad de procesamiento de información.
2) En coincidencia con la teoría de Cajal, un determinado conjunto de conexiones sinápticas entre dos neuronas puede modificarse en sentidos opuestos mediante formas distintas de aprendizaje; puede debilitarse o reforzarse, pues la habituación atenúa la sinapsis mientras que la sensibilización y el condicionamiento clásico la refuerzan. Esos cambios duraderos en la tenacidad de las conexiones sinápticas son los mecanismos celulares que sustentan el aprendizaje y la memoria de corto plazo. Además, como los cambios se producen en diversos sitios del circuito neural correspondiente al reflejo de retracción, la memoria no se almacena en un lugar determinado sino que se distribuye en todo el circuito.
3) Se comprueba que en las tres formas de aprendizaje la duración de la memoria de corto plazo depende de la longitud del periodo de atenuación o afianzamiento de la sinapsis.
4) La robustez o tenacidad de una sinapsis química determinada puede ser alterada de dos maneras distintas, según la índole del circuito neural activado por el aprendizaje: un circuito mediador o un circuito modulador.
Kandel escribe: "Una de las características fundamentales de la memoria es que se constituye por etapas. La memoria de corto plazo dura unos minutos, mientras que la memoria de largo plazo puede durar muchos días o periodos más largos aún. Los experimentos sobre el comportamiento sugieren que hay una transformación gradual de la memoria de corto plazo y que, además, esa transformación se logra mediante la repetición. La práctica implica perfección"

### Obra traducida al castellano
- (1996) Neurociencia y conducta (en colaboración con James H. Schwartz y Thomas M. Jessell). Pearson Prentice Hall, ISBN 978-84-89660-05-2
- (2001) Principios de neurociencia, McGraw-Hill Interamericana de España, ISBN 978-84-486-0311-3
- (2006) Psiquiatría, psicoanálisis y la nueva biología de la mente, Grupo Ars XXI de Comunicación, ISBN 978-84-9751-201-5
- (2007) En busca de la memoria. Una nueva ciencia de la mente, Katz Barpal Editores, ISBN 978-84-935432-8-0

### Obra en inglés
- 2005: Psychiatry, Psicoanálisis, and the New Biology of Mind, Arlington, Virginia.
- 2000: Principles of Neural Science (en colaboración con James H. Schwartz y Thomas M. Jessell), Nueva York.
- 2000: Memory: From Mind to Molecules (en colaboración con Larry Squire), Nueva York.
- 1996: Essentials of Neural Science and Behavior (en colaboración con James H. Schwartz y Thomas M. Jessell), Nueva York.
- 1979: Behavioral Biology of Aplysia, Nueva York.